# NGC 142
NGC 142 est une galaxie spirale barrée située dans la constellation de la Baleine. NGC 142 a été découverte par l'astronome américain Frank Müller en 1886.

## Caractéristiques
Sa vitesse par rapport au fond diffus cosmologique est de 7 712 ± 44 km/s, ce qui correspond à une distance de Hubble de 113,8 ± 8,0 Mpc (∼371 millions d'al).
La classe de luminosité de NGC 142 est II et elle présente une large raie HI.